# PolyITAN-3

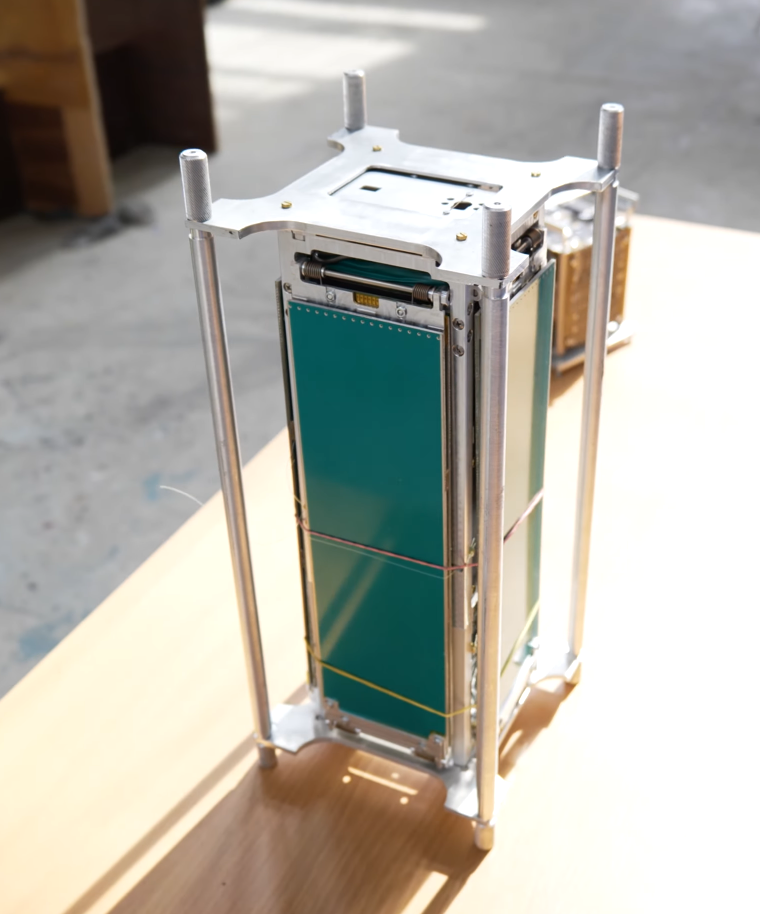
PolyITAN-3-Put в незавершеному стані. Квітень 2021 р.

PolyITAN-3-PUT — український наносупутник, створюється у Київському політехнічному інституті (Україна) у співробітництві з науковцями Познаньської політехніки (Польща) і призначений для дистанційного зондування Землі (ДЗЗ) зі середньою роздільною здатністю 15…30 м.

## Загальна інформація
PolyITAN-3-PUT — це типовий триблоковий наносупутник кубічної форми формату 3U CubeSat (3U означає, що супутник складено з трьох блоків-кубиків, тобто за формою це паралелепіпед з розмірами 10x10x30 см).

## Завдання супутника
Наносупутник призначено для дистанційного зондування Землі в оптичному діапазоні і передавання даних на наземні станції двох університетів (просторова розрізненість до 8 м). Але крім цього, він має й інші завдання. Сателіт досліджуватиме вплив стратосферного аерозолю на озоновий шар Землі (це важливо для вивчення кліматичних проблем та можливостей вплинути на їх послаблення), а також проводитиме спеціальні дослідження на замовлення Польського космічного агентства.

## Конструкція
Основні технічні характеристики наносупутника PolyItan-3-PUT (ДЗЗ):
- маса —  до 4 кг;
- камера з глобальним затвором;
- роздільна здатність 30-15 м/пікс;
- сонячні батареї з ККД 28 %;
- розгортання антени;
- магнітометр, трьохосьовий мінімаховик, сонячний датчик координат, датчик орієнтації по зірках, GPS+GLONASS/GALILEO;
- швидкісний радіоканал, що працює на частоті 5,65 ГГц;
- супутник розрахований на 3 роки роботи.

## Запуск
Запуск PolyITAN-3-PUT було заплановано на І півріччя 2023 року.